# Cäcilie Danzer
Cäcilie Danzer, česky Cecilie Danzerová (17. ledna 1885 Cheb – 7. července 1963 Vídeň) byla rakouská sochařka.

## Život
Cäcilie Danzer nejprve navštěvovala Seilerovu soukromou školu v Mnichově. Na Akademii výtvarných umění v Mnichově studovala dva semestry. V letech 1924–1932 studovala na Akademii výtvarných umění ve Vídni, a to u Hanse Bitterlicha a Josefa Müllnera a v letech 1932/1933 u Antona Hanaka. Umělkyně žila a pracovala především ve Vídni, kde vytvářela reliéfy, sochy fontán a bronzové busty, včetně bronzové busty lékaře Johanna Petera Franka. Zúčastnila se kolektivních výstav ve Vídni a Bochumi.

## Ocenění (výběr)
- 1928 Stříbrná Fügerova medaile[1]
- 1929: Zlatá Fügerova medaile[1]
- 1932: Cena mistrovské školy[1]

## Díla (výběr)
- Reliéf ve Veitingergasse
- Útočiště, mramorový reliéf (sedící žena a muž s hlavou v klíně), vystavený ve vídeňském Künstlerhaus v roce 1931
- Bronzová fontána, vystavená ve vídeňském Künstlerhausu v roce 1931
- Sibyla, skulptura (návrh) kolem roku 1932
- Johann Peter Frank, bronzová busta, 1935, pro Altes Allgemeines Krankenhaus Wien a jako mramorová busta, 1931, pro Německé hygienické muzeum, Drážďany
- Prof. Dr. Weiser, mramorový reliéf, Vídeňská univerzita
- dva reliéfy, 1953, Veitingergasse v Hietzingu, Vídeň
- Emigranti a dvě ženy, kamenné sochy, vystavené v umělecké komunitě ve Vídni v roce 1960